# Fiona Gubelmann
Fiona Victoria Gubelmann (* 30. března 1980, Santa Monica, Kalifornie, Spojené státy americké) je americká herečka. Zahrála si několik hostujících rolí v seriálu Kriminálka New York, Jmenuju se Earl a Knight Rider – Legenda se vrací a filmu Rande měsíce a Downstream. Od roku 2018 hraje jednu z hlavních rolí v seriálu stanice ABC The Good Doctor.

## Životopis
Gubelmann se narodila v Santa Monice v Kalifornii. S herectvím a tancem začala již v předškolním věku. Poprvé se objevila v baletní hře The Patch Patch Kids ve 4 letech. Jako dítě a teenagerka navštěvovala v létě divadelní tábory, působila v místním divadle a zapojila se do divadelního kroužku na své střední škole v Del Mar v Kalifornii. Nastoupila na Kalifornskou univerzitu v Los Angeles (UCLA), kde jejím oborem bylo lékařství. Po zapojení se do divadelních inscenacích na škole zjistila, že se jí herectví líbí natolik, že svůj obor převedla na divado. Během svého studia na vysoké škole se dobrovolně angažovala v programu ArtsBridge, programu pro ohroženou mládež v oblasti Los Angeles.
V roce 2002 dostudovala na UCLA a poté studovala herectví v divadle Beverly Hills Playhouse.

## Kariéra
Poprvé se na televizní obrazovce v seriálu stanice UPN The Mullets a na filmovém plátně v roce 2004 ve filmu Máš padáka!. V roce 2009 si zahrála v divadelní hře Petera Lefcourta La Ronde de Lunch v Los Angeles.
Během let 2011 až 2014 hrála jednu z hlavních rolí Jenny Mueller v seriálu Wilfred. Zahrála si několik hostujících rolí v seriálu Kriminálka New York, Jmenuju se Earl, Knight Rider – Legenda se vrací, Taková moderní rodinka, Nová holka, Šílenci z Manhattanu nebo iZombie. V roce 2017 získala hlavní roli Heather Flynn-Kellog v seriálu Daytime Divas. V roce 2018 získala hlavní roli Morgan Reznick v seriálu stanice ABC The Good Doctor.

## Filmografie

### Film
| Rok  | Název                          | Role                    | Poznámky |
| ---- | ------------------------------ | ----------------------- | -------- |
| 2004 | Máš padáka!                    | Jantar                  |          |
| 2004 | Modrý démon                    | Alice                   |          |
| 2005 | Horror High                    | Daphne                  |          |
| 2006 | Rande měsíce                   |                         |          |
| 2007 | Ledově ostří                   | Víla                    |          |
| 2010 | Downstream                     | Tabitha                 |          |
| 2010 | Sex Tax: Based on a True Story | Tina                    |          |
| 2013 | Štěňata v akci                 | Princezna Jorala (hlas) |          |
| 2014 | Linka smrti                    | Ella                    |          |
| 2017 | Rice on White                  | Julie                   |          |
| 2017 | Surprise Me!                   | Genis Burns             |          |
| TBA  | The Way We Weren't             | Charlotte               |          |

### Televize
| Rok       | Název                           | Role                  | Poznámky                                             |
| --------- | ------------------------------- | --------------------- | ---------------------------------------------------- |
| 2003      | The Mullets                     | dívka                 | díl: „Airway to Heaven“                              |
| 2004      | Odložené případy                | Bobbi Jean Banks 1968 | díl: „Barák“                                         |
| 2004      | Zimní ráj                       | Darlene Toth          | díl: „The Letter“                                    |
| 2005      | Joey                            | Anna                  | díl: „Joey a premiéra“                               |
| 2007      | Kriminálka New York             | Isabella Cooksey      | díl: „Plán možného útěku“                            |
| 2007      | Jmenuju se Earl                 | Lucy                  | díl: „Frankovo děvče“                                |
| 2008      | Knight Rider – Legenda se vrací | Courtney Flynn        | díl: „Knight of the Zodiac“                          |
| 2009      | Closer                          | Lisa Price            | díl: „Waivers of Extradition“                        |
| 2009      | Californication                 | mladá manželka        | díl: „Zoso“                                          |
| 2011–2014 | Wilfred                         | Jenna Mueller         | hlavní role                                          |
| 2011      | Famílie                         | Sandy                 | 2 díly                                               |
| 2012      | Myšlenky zločince               | Erika                 | díl: „A Family Affair“                               |
| 2012      | How to Be a Gentleman           | Amy                   | 2 díly                                               |
| 2012      | Griffinovi                      | různé role (hlas)     | díl: „Lois Comes Out of Her Shell“                   |
| 2012      | Wedding Band                    | Violet                | díl: „Time of My Life“                               |
| 2013      | Guys with Kids                  | Sage                  | 2 díly                                               |
| 2013      | Mrcha od vedle                  | Stephanie             | díl: „Mean Girls...“                                 |
| 2013      | Animal Practice                 | Tinsley French        | díl: „Wingmen“                                       |
| 2013      | We Are Men                      | Sara                  | díl: „Pilot“                                         |
| 2014      | Friends with Better Lives       | Kelly                 | díl: „The Imposter“                                  |
| 2014      | Taková moderní rodinka          | Lisa                  | díl: „Budete naši sousedi?“                          |
| 2014      | Key & Peele                     | závislá na sexu č. 1  | díl: „Sex Addict Wendell“                            |
| 2015      | Nová holka                      | Val                   | díl: „The Right Thing“                               |
| 2015      | Melissa a Joey                  | Noelle Devereaux      | díl: „The Book Club“                                 |
| 2015      | Šílenci z Manhattanu            | Eve                   | díl: „Hovor na výzvu“                                |
| 2015      | The League                      | Berkley               | díl: „The Block“                                     |
| 2015      | iZombie                         | Houdina               | díl: „Abra Cadaver“                                  |
| 2016      | Dispatch                        | Christine McCullers   | TV film                                              |
| 2016      | Telenovela                      | Kelly                 | díl: „Caught in the Act“                             |
| 2016      | Castle na zabití                | Linda Weinberg        | díl: „Krvavý sníh“                                   |
| 2016      | Mommy's Little Girl             | Theresa               | TV film (Lifetime)                                   |
| 2016      | Tulips in Spring                | Rose Newell           | TV film (Hallmark)                                   |
| 2016      | Sing It!                        | Nina                  | 4 díly                                               |
| 2017      | One Day at a Time               | Lori                  | 5 dílů                                               |
| 2017      | Daytime Divas                   | Heather Flynn-Kellog  | hlavní role, 10 dílů                                 |
| 2017      | Christmas Next Door             | April Stewart         | TV film (Hallmark)                                   |
| 2017      | Smrtonosná zbraň                | Andi Canter           | díl: „Fools Rush In“                                 |
| 2017      | Americká manželka               | Courtney              | díl: „The Couple“                                    |
| 2018–2024 | The Good Doctor                 | Morgan Reznick        | vedlejší role (1. řada), hlavní role (2. řada–dosud) |
| 2018      | Lucifer                         | Kay / Maddie          | díl: „The Last Heartbreak“                           |
| 2018      | Royally Ever After              | Sarah                 | TV film (Hallmark)                                   |
| 2019      | Easter Under Wraps              | Erika                 | TV film (Hallmark)                                   |

### Internet
| Rok  | Název                   | Role                     | Poznámky                            |
| ---- | ----------------------- | ------------------------ | ----------------------------------- |
| 2008 | Comedy Gumbo            | budoucí paní Chambersová | díl: „Top-R-Off“                    |
| 2008 | Comedy Gumbo            | hosteska v ShmappleBapp  | 3 díly                              |
| 2012 | Save the Supers         | Rascal                   | 2 díly                              |
| 2012 | The Screen Junkies Show | Sněhurka                 | díl: „Disney's Star Wars Auditions“ |